# ホセ・イグナシオ・サイーノス
ホセ・イグナシオ・サイーノス・サンチェス（José Ignacio Zahínos Sánchez、1977年12月1日 - ）は、スペイン・パルラ出身の元サッカー選手。

## 経歴
アトレティコ・マドリードの下部組織出身。
2000-01シーズンにはセグンダ・ディビシオンのウニベルシダ・ラスパルマスにレンタル移籍し、セグンダ・ディビシオンB降格を経験した。
2001-02シーズンはレアル・ハエンにレンタルされ、またもやセグンダ・ディビシオンB降格を経験した。
2004年にアトレティコに復帰し、2005-06シーズンにはトップチームに定着した。このとき28歳で、遅咲きの選手である。
2005-06シーズンはペテル・リュクサンの控えであり、セカンドチョイスのピボーテであった。
2006年夏にコスティーニャが加入したことにより、セグンダ・ディビシオン（2部）のアルバセテ・バロンピエへレンタル移籍した。
2007年夏、レクレアティーボ・ウェルバに移籍した。2シーズンで出場11試合に終わり、契約延長はされなかった。
際立った長所はないが、安定感がある選手である。また、高い身長を生かした空中戦に強い。

## 所属クラブ
- アトレティコ・マドリードB　1999-2000

→ ウニベルシダ・ラスパルマス　2000-2001 （レンタル移籍）
→ レアル・ハエン　2001-2002 （レンタル移籍）
- アトレティコ・マドリードB　2002-2003

→ エルチェCF　2003-2004 （レンタル移籍）
- アトレティコ・マドリード　2004-2006

→ アルバセテ・バロンピエ　2006-2007 （レンタル移籍）
- レクレアティーボ・ウェルバ  2007-2009